# Георги Паунов
Георги Георгиев Паунов, с псевдонима „Паунеца“, е български художник.

## Художествено творчество
Георги Паунов е роден на 2 май 1944 г. Работи живопис от 1960 г. Когато е 18-годишен, открива първата си самостоятелна изложба през 1962 г. Завършил е автомонтьорска школа, а таланта си в изкуството развива сам. Майстор е в създаването на картини с маслени бои. През кариерата си има над 30 самостоятелни изложби. Притежава 4 златни медала от престижни изложби в България. Член е на „Творческия фонд на съюза на българските художници“. 
На 11.05.2012 г., той е удостоен със званието „Почетен гражданин на Вършец“. 
Негови произведения притежават частни колекционери от България, Германия, Франция, САЩ, Великобритания и други, както и множество галерии. 

## Интереси и постижения
Творческа дейност на Георги Паунов не се ограничава само в изобразителното изкуство. Той собственоръчно проектира, създава и пилотира два самолета. Първият самолет е двуместен и е построен в рамките на три години. Името, което получава, е "Паунец I М". Вторият самолет е едноместен и носи името „Паунец М II“. С него художникът се справя за година и половина. 

- Георги Паунов създава самолет